# Elecciones locales de Turquía de 1963

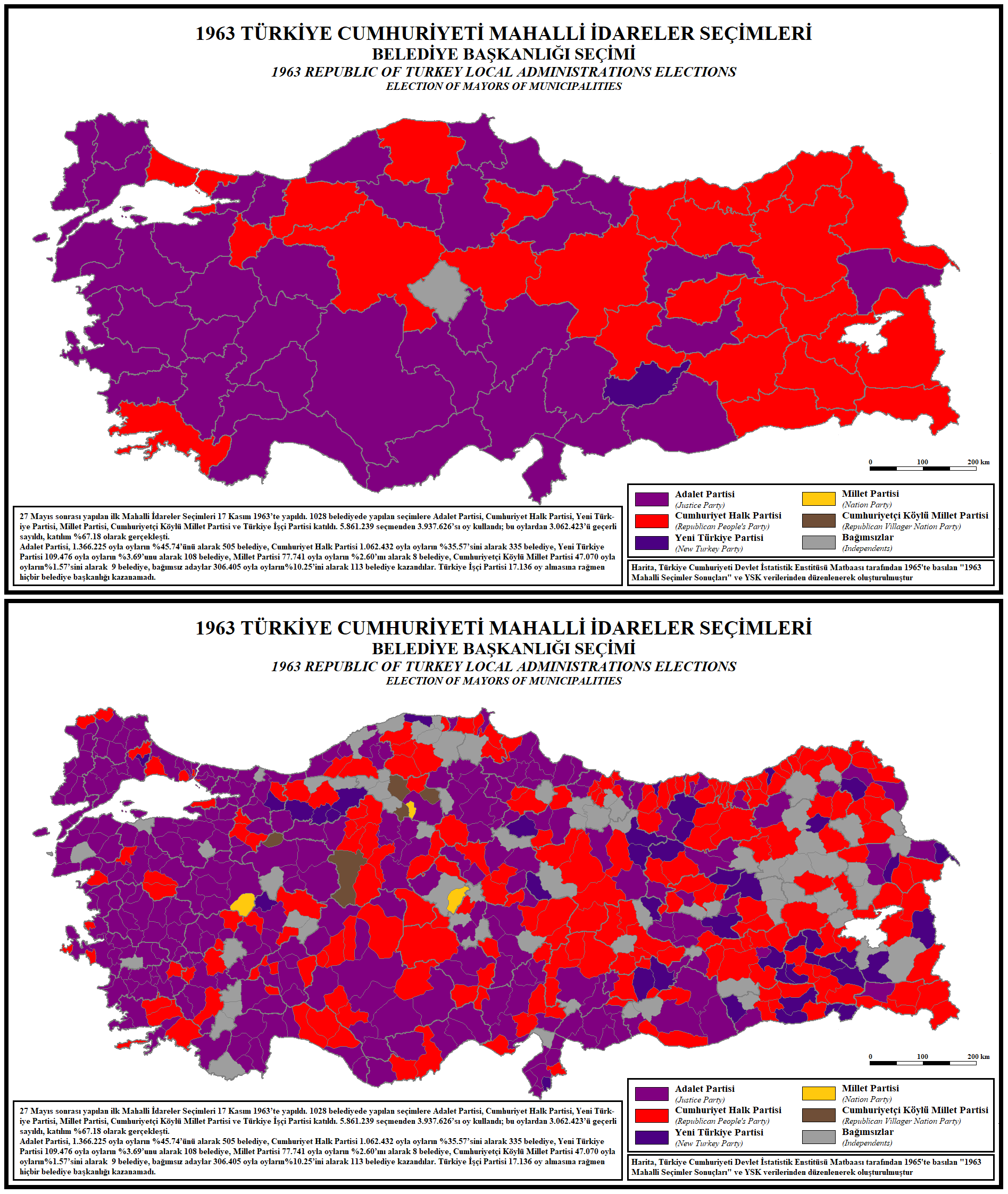

Las elecciones locales turcas de 1963 se celebraron el 17 de noviembre de 1963. El ganador de las elecciones en toda Turquía fue el Partido de la Justicia, que aspiraba a los votos del Partido Demócrata, que fue cerrado en el golpe de Estado posterior a 1960. El Partido de la Justicia; Ganó los alcaldes de 45 provincias, incluyendo Esmirna. Le sigue el Partido Republicano del Pueblo, que ganó en 24 provincias, incluyendo Ankara y Estambul. El nuevo Partido Turco y los candidatos independientes han ganado elecciones en una provincia (Adiyaman y Kirsehir). En cuanto al ambiente social y político y sus consecuencias, estas elecciones locales han inspirado el ambiente de las elecciones generales en la vida política turca. Tanto es así que los resultados de las elecciones llevaron a la dimisión del gobierno central

## Resultados de la Asamblea General Provincial
| Partido                                          | Presidente general | Número de votos que recibió | Tasa de votos recibidos |    |
| ------------------------------------------------ | ------------------ | --------------------------- | ----------------------- | -- |
| Partido de la Justicia                           | Ragip Gumuspala    | 4.344.185                   | 45,48%                  | 45 |
| Partido Republicano del Pueblo                   | Ismet Inonu        | 3.458.972                   | 36,22%                  | 23 |
| Partido Nuevo de Turquía                         | Ekrem Alican       | 621.600                     | 6,51%                   | 1  |
| Independiente                                    |                    | 500.315                     | 5,24%                   | 1  |
| Partido de la Nación                             | Osman Bölükbaşı    | 295.523                     | 3,09%                   |    |
| Partido Republicano de la Nación Campesina       | Ahmet Tahtakılıç   | 292.596                     | 3,06%                   |    |
| Partido de los Trabajadores de Turquía (1961-87) | Mehmet Ali Aybar   | 37.898                      | 0,4%                    |    |
| Total                                            |                    | 9.551.089                   | 100,00%                 |    |

## Elecciones municipales
| Partido                                          | Número de votos que recibió | Tasa de votos recibidos | Alcalde </br> número |
| ------------------------------------------------ | --------------------------- | ----------------------- | -------------------- |
| Partido de la Justicia                           | 1.489.648                   | 45,39%                  | 500                  |
| Partido Republicano del Pueblo                   | 1.170.296                   | 35,66%                  | 337                  |
| Independientes                                   | 346.541                     | 10,56%                  | 139                  |
| Partido Nuevo de Turquía                         | 117.111                     | 3,57%                   | 55                   |
| Partido Republicano de la Nación Campesina       | 45.448                      | 1,38%                   | 8                    |
| Partido de la Nación                             | 88.940                      | 2,71%                   | 6                    |
| Partido de los Trabajadores de Turquía (1961-87) | 24.016                      | 0,73%                   | 0                    |
| Total                                            |                             | 100,00%                 | 1.045                |